# コアラマットレス
コアラマットレスとは、オーストラリアはシドニーに本社を持つD2C型のスタートアップ家具メーカーが販売しているマットレスの通称。ベッド・イン・ボックス (Bed in Box)という箱に入って届くマットレスカテゴリーのトップランナー。
日本ではKoala Sleep Japan株式会社(所在地 東京都渋谷区神宮前)より発売されている。高反発と低反発の機能を上手にミックスしたウレタンマットレス。

## 概要
2015年にオーストラリアにて、Daniel Milham（ダニエル・ミルハム）toとMitchell Taylor（ミッチ・テイラー）の2名で創業。2017年に海外第一拠点として、日本オフィスがオープン。
マットレスの上で飛び跳ねてもワイングラスが倒れない映像が印象的。
マットレスの売り上げの一部が世界自然保護基金(WWF)を通じてコアラの保護活動に寄付されている。

## 沿革
2015年11月　オーストラリアのシドニーにて誕生
2017年10月　日本オフィスオープン
2019年 - 2020年、コアラピロー（枕）やコアラベッドフレームの販売を開始。その後、コアラソファーやコアラソファーベッドをはじめとする、日常生活を彩る家具も展開。
2021年、モクシーホテル大阪本町にコラボルームをオープン

## CM
2020年8月「コアラも夢見るマットレス」
2021年5月〜6月「朝まで続くコアラな寝心地」